# Щедрин, Сильвестр Феодосиевич
Сильве́стр Феодо́сиевич Щедри́н (1791—1830) — русский живописец, пейзажист.

## Биография
Сильвестр Щедрин родился в Санкт-Петербурге 2 (13) февраля 1791 года. Отец — Феодосий Фёдорович Щедрин, известный скульптор, ректор Академии художеств, профессор класса скульптуры. Брат — архитектор Аполлон Щедрин, дядя — известный в XVIII столетии пейзажист Семён Фёдорович Щедрин.
Поступив в 1800 году, в возрасте девяти лет, он попал в число воспитанников Академии художеств. К тому моменту, когда Сильвестр должен был избрать род художества, он собирался записаться в пейзажный класс своего дяди, профессора академии Семёна Фёдоровича Щедрина, однако тот незадолго до этого времени умер (1 [13] сентября 1804), и с 1806 года юный (13-летний) художник специализировался в области пейзажной живописи под руководством профессора M. M. Иванова, к которому перешёл пейзажный класс.
С первых же шагов Сильвестр Щедрин обнаружил блестящие дарования и еще задолго до окончания курса за свои работы, главным образом за рисунки с натуры, был удостоен значительных наград, а именно — серебряной медали в 1808 году и малой золотой в 1809 году.
В 1811 году он окончил Академию, написав дипломную картину «Вид с Петровского острова» (по заданной программе: «Приморский город или селение вдали, а на первом плане стадо рогатого скота»), за которую получил Большую золотую медаль, что давало право на «пенсионерство» за границей. В связи с войной 1812 года поездка была отложена, и молодой художник отправился в Италию лишь в 1818 году.
В этой стране он и остался до конца своих дней. Умер в Сорренто 27 октября (8 ноября)  1830 года.

## Творчество
Первые картины художника («Вид с Петровского острова» и «Вид с Петровского острова на Тучков мост») были написаны в мастерской. Исполнены они в манере классицизма, с присущей этому стилю условностью в цвете и композиции.
Ранние пейзажи итальянского периода (такие как: «Колизей», «Водопад», «Вид в Тиволи», «Водопад в Тиволи») верны натуре, но ни один из них не представляет собой целостного пейзажа-картины. В них присутствует некоторая необъединённость, разрозненность точно скопированных деталей.

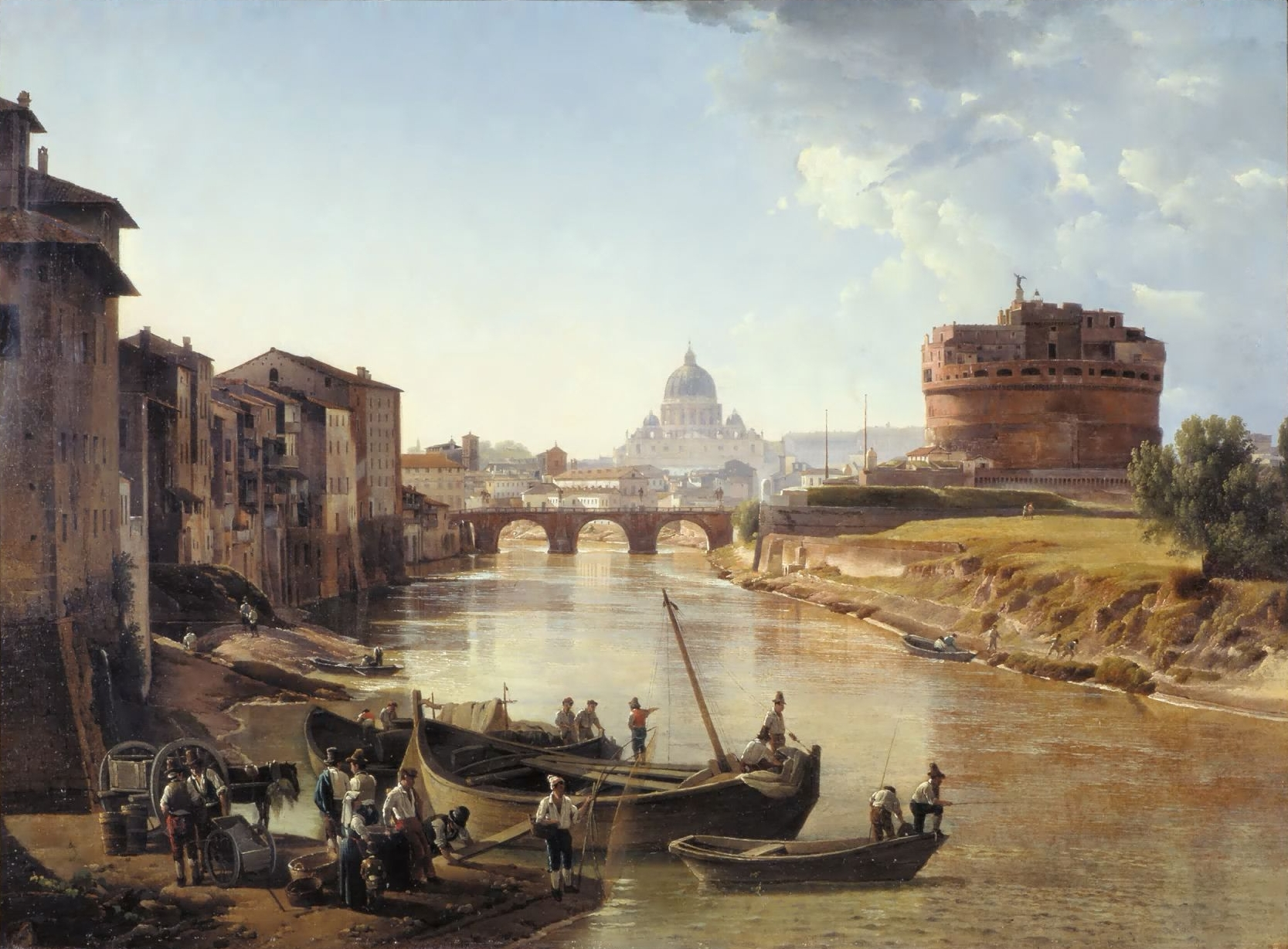
Новый Рим. Замок святого Ангела, 1823—1825

Серия картин «Новый Рим. Замок святого Ангела» (один и тот же мотив, повторенный художником при различном освещении восемь раз) явилась поворотным этапом в творчестве Щедрина. Прежде всего, по-новому трактуется сам сюжет: рыбачьи лодки на воде с людьми, стены жилых домов — вот первый план, а «старый» Рим (замок св. Ангела и собор св. Петра) перемещён в глубину и стал своеобразным фоном.
Эта серия пейзажей — очень удачный опыт Щедрина-пленэриста, мастера живописи на открытом воздухе. Меняется в этих пейзажах и цветовая гамма: на смену сумрачным коричневым тонам первых щедринских работ приходят теперь более холодные — серебристые, голубые и зеленоватые тона.

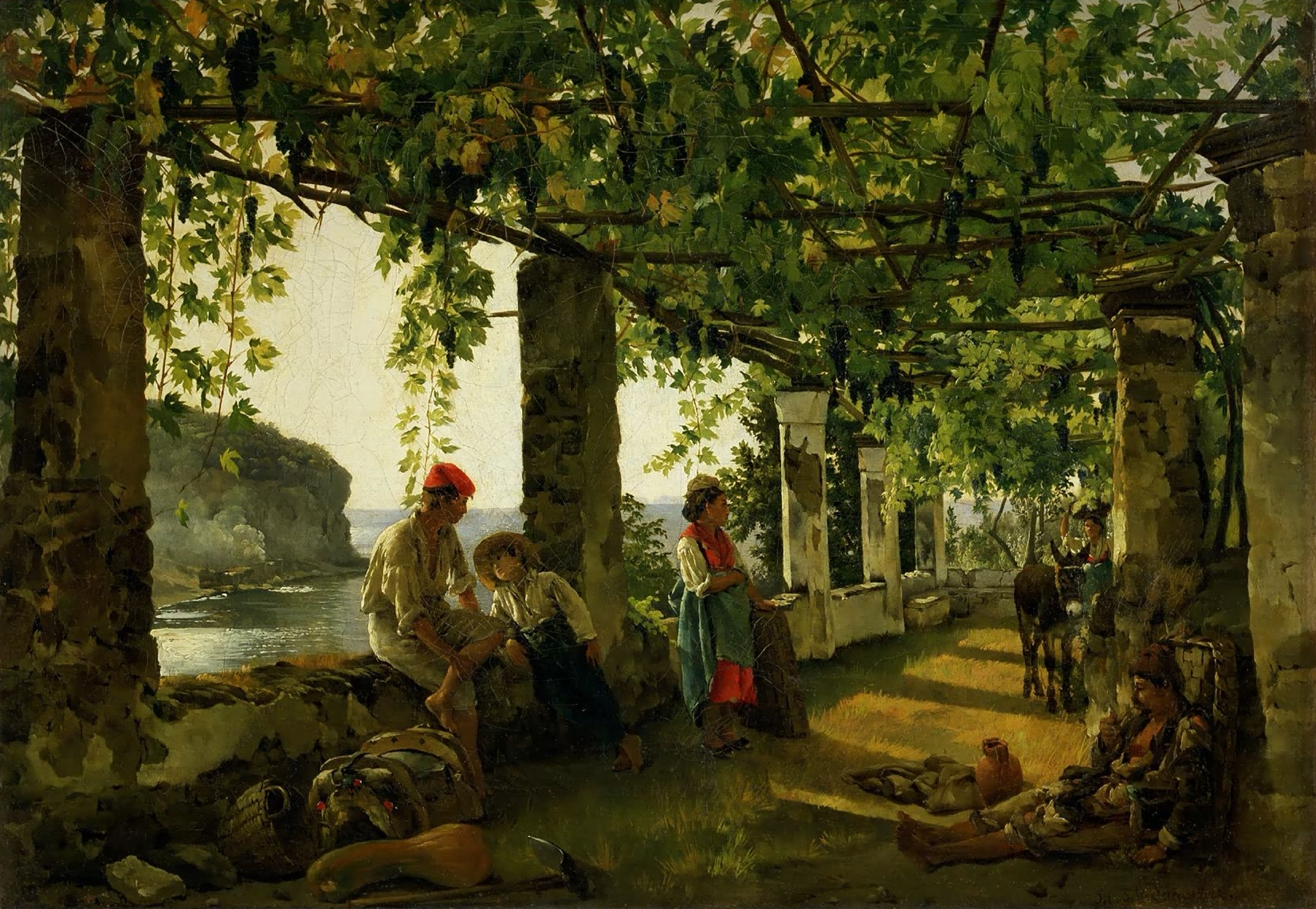
Веранда, обвитая виноградом, 1828

К периоду пребывания Щедрина в Неаполе и Сорренто относится создание им ряда замечательных морских пейзажей: «Вид Неаполя. Санта Лючия», «Вид Сорренто близ Неаполя», «Рыбаки у берега», «Большая гавань в Сорренто», «Малая гавань в Сорренто» (последние два в нескольких вариантах), «На острове Капри». К тому же периоду относится серия «Террасы в Сорренто». В этих произведениях наиболее полно обнаруживается талант художника.
Большой шаг вперёд Щедрин сделал в изображении людей. Человеческие фигуры в его картинах не просто стаффаж (условные фигурки людей, оживляющие пейзаж и показывающие масштаб архитектуры), а живые люди, занятые своей повседневной работой. Правдиво передавая жизнь рыбаков и простых итальянских граждан, художник тем самым внёс в свои пейзажи черты жанра.
В пейзажах 1828—1830-х годов, прежде всего в картинах «Лунная ночь в Неаполе», присутствует романтическая приподнятость, стремление к сложным световым и колористическим эффектам. Картины обретают зыбкий и тревожный драматизм.

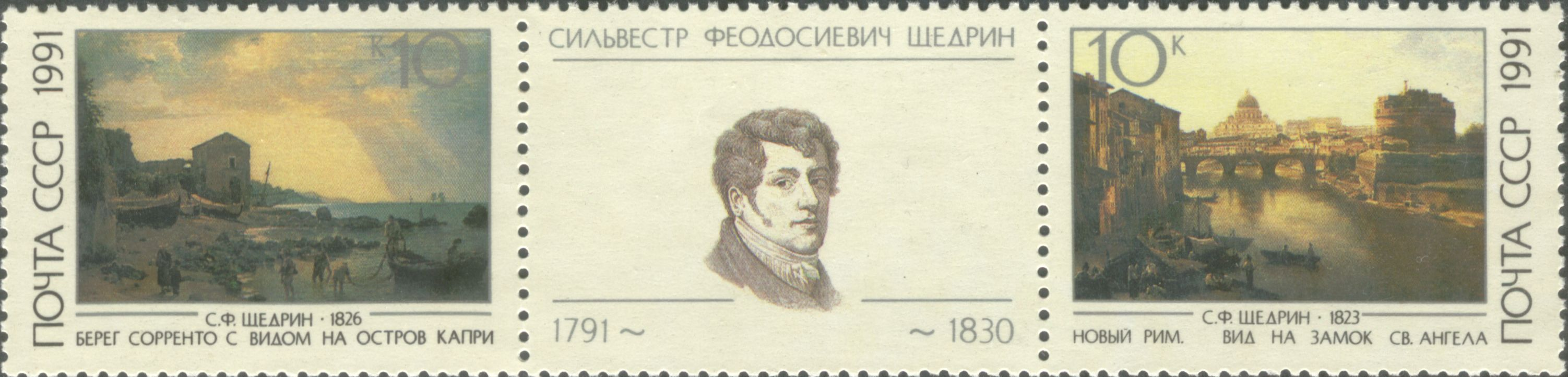
Почтовая марка СССР, 1991 год. Серия «Российская пейзажная живопись. 200 лет со дня рождения С. Ф. Щедрина: «Берег Сорренто с видом на остров Капри». «Новый Рим. Вид на замок св. Ангела»

## Публикации
- Щедрин С. Ф. Письма / Сильвестр Щедрин; [Сост. и авт. вступ. статьи Э. Н. Ацаркина]. — М. : Искусство, 1978. — 231 с. — 25 000 экз.